# Mamoru Yamaguchi
Mamoru Yamaguchi (jap. 山口守 Yamaguchi Mamoru; ur. 29 maja 1977 w Kawasaki) – japoński zawodnik mieszanych sztuk walki oraz kickbokser, mistrz Shooto wagi piórkowej z 2000 i koguciej z 2003, King of the Cage w wadze junior muszej z 2010 oraz Pancrase w wadze muszej z 2017.
Przez wiele lat był klasyfikowany przez fachowe portale o tematyce MMA (m.in. sherdog.com, fightmatrix.com) w TOP 3 kategorii muszej. Strona fightmatrix.com umieściła go na drugim miejscu w rankingu 25 najlepszych zawodników wagi muszej wszech czasów.

## Kariera sportowa
W MMA zadebiutował 16 lipca 1999 pokonując Shuichiro Katsumurę. 17 grudnia 2000 został inauguracyjnym mistrzem Shooto w wadze piórkowej (60 kg) pokonując na punkty Jina Akimoto. Tytuł stracił niespełna rok później 25 listopada 2001 przegrywając przez poddanie z Masahiro Oishim. 14 grudnia 2003 ponownie zdobył inauguracyjne mistrzostwo Shooto, tym razem w kategorii koguciej (56 kg) wygrywając jednogłośnie na punkty z Yasuhiro Urushitanim. W sumie mistrzostwo w kat. koguciej obronił dwukrotnie we wrześniu 2004 i w marcu 2006 (w obu przypadkach remisował z rywalami). 14 października 2006 stracił tytuł na rzecz Shinichiego Kojimy z którym przegrał przed czasem.
30 stycznia 2010 wygrał przez poddanie z Frankiem Bacą i został mistrzem amerykańskiej organizacji King of the Cage w wadze junior muszej (57 kg). 5 sierpnia tego samego roku miał zmierzyć się w obronie tytułu KotC jednak rywal Greg Guzman nie zdołał wypełnić limitu wagowego i walka straciła status mistrzowski. Ostatecznie Yamaguchi pokonał Guzmana przez techniczny nokaut po ciosach łokciami. W 2011 stoczył dwie walki dla innej amerykańskiej organizacji Tachi Palace Fights, wygrywając z Kevinem Dunsmoorem przez nokaut oraz przegrywając na punkty z Brazylijczykiem Jussierem da Silva.
W latach 2012–2014 związany głównie z Vale Tudo Japan oraz DEEP, gdzie na pięć stoczonych walk zdołał wygrać jedną oraz zremisować pojedynek z Yoshirō Maedą. W 2015 związał się z Pancrase. 12 marca 2017 pokonał niejednogłośnie na punkty Ryuichiego Miki zostając tym samym mistrzem Pancrase w wadze muszej.

## Osiągnięcia
- 2000–2001: mistrz Shooto w wadze piórkowej
- 2003–2006: mistrz Shooto w wadze koguciej
- 2010: mistrz King of the Cage w wadze junior muszej
- 2017: mistrz Pancrase w wadze muszej